# Ranshofen (Gemeinde Braunau)
Ranshofen ist mit 2364 Einwohnern (Stand 1. Jänner 2024) der am viertstärksten bewohnte Ortsteil von Braunau am Inn und zugleich eine von drei Katastralgemeinden der Stadt Braunau am Inn. 
Innerhalb des mit Ortstafeln gekennzeichneten Ortsgebiets Ranshofens liegt auch der Braunauer Stadtteil Scheuhub mit 403 Einwohnern. 

## Geschichte

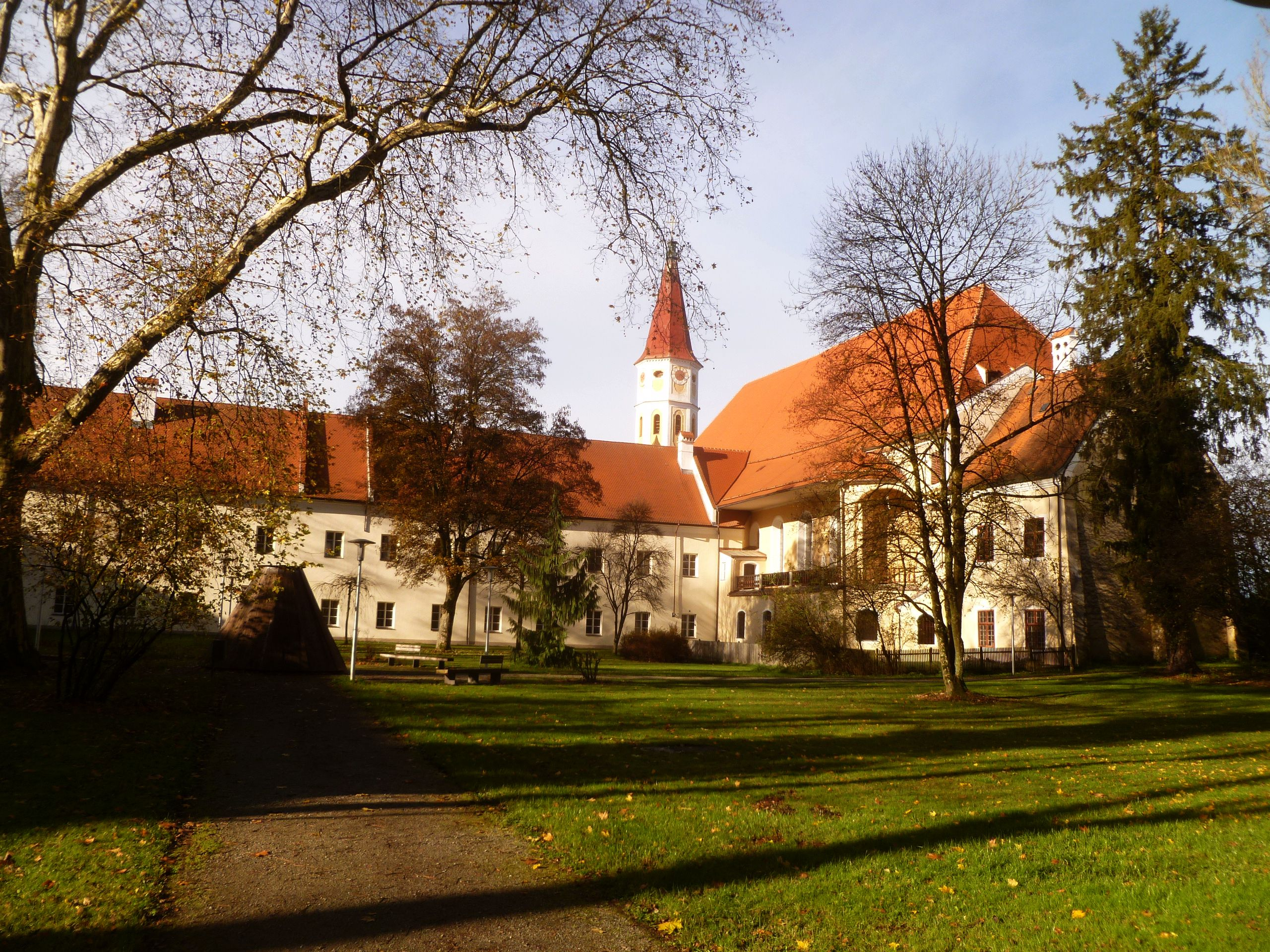
Stift Ranshofen

Ranshofen wurde 788 erstmals urkundlich als „herzögliche Pfalz“ genannt. Am 31. August 898 urkundete König Arnolf dort. Im 10. Jahrhundert werden Kirche und Landgut (praemium) Ranshofen erwähnt. Im frühen 11. Jahrhundert gründeten Kaiser Heinrich II. und seine Gemahlin Kunigunde von Luxemburg die Pfarre Ranshofen.
Ranshofen wurde 1938 nach Braunau am Inn eingemeindet.
In den Jahren 1944/45 wurde in Ranshofen ein Barackenlager für mehrere tausende Flüchtlinge aus Osteuropa und dem Balkan errichtet.

## Bevölkerung
Auf dem Gebiet der ehemaligen Gemeinde Ranshofen leben heute mehr als 4000 Menschen in den Ortschaften Aching, Au, Blankenbach, Gasteig Himmellindach, Lach, Lindach, Maierhof, Oberrothenbuch, Osternberg, Roith, Scheuhub, Tal, Unterrothenbuch. 

## Sehenswürdigkeiten
- Stift Ranshofen
- Katholische Pfarrkirche Braunau-Ranshofen

## Sport
- ATSV Ranshofen

## Wirtschaft
Das Industriegebiet Ranshofen gilt als wichtigster Wirtschaftsstandort von Braunau am Inn. Unter anderem haben dort folgende Unternehmen Niederlassungen:
- Austria Metall AG (AMAG)
- Audio Mobil GmbH
- AMST-Systemtechnik GmbH
- Borbet Austria
- Doppler, E. Doppler & Co. GmbH
- Alu Menziken Euromotive
- Hammerer Aluminium Industries GmbH